# Campeonato Europeo de persecución por equipos masculinos

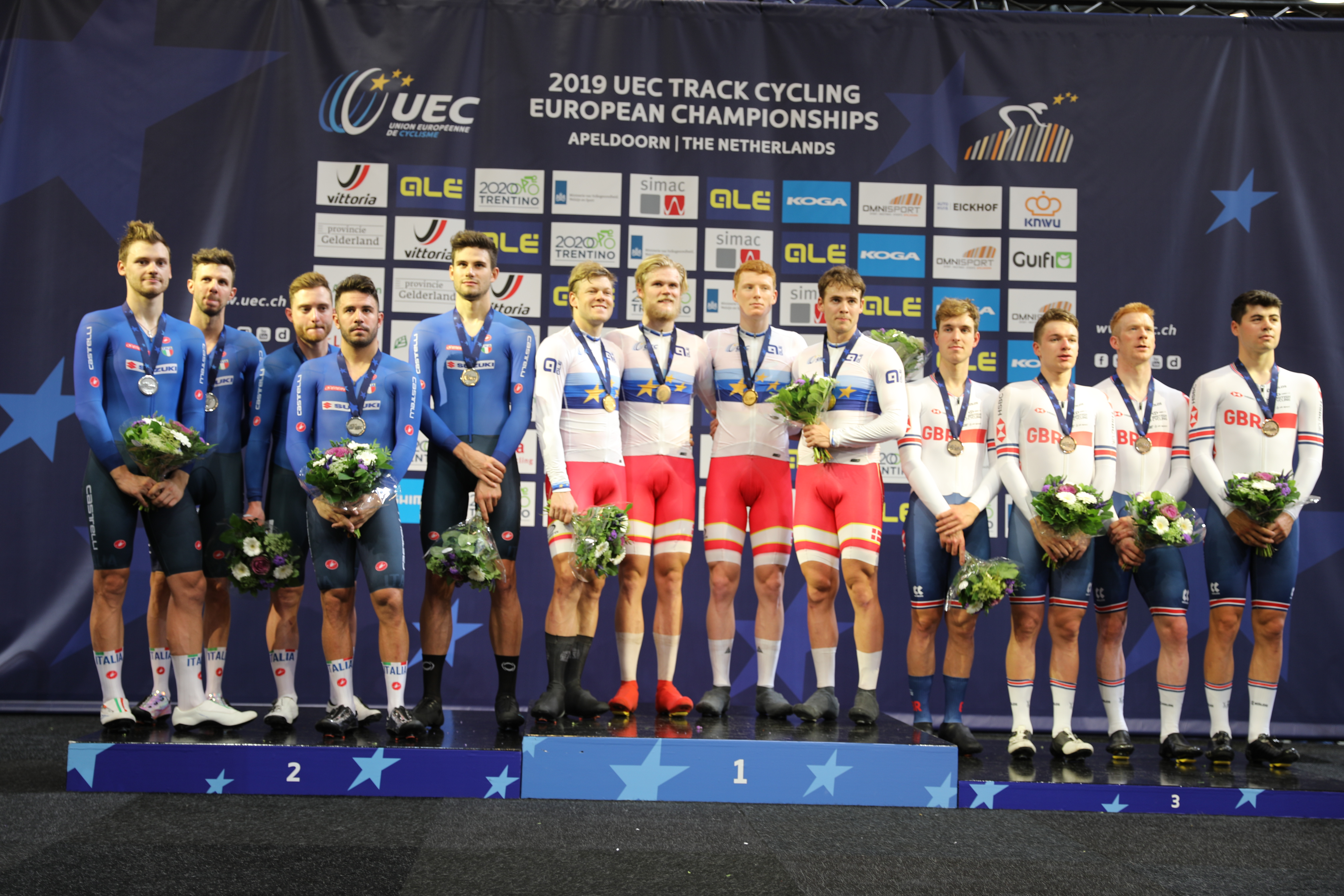
Campeones del Campeonato Europeo. Hay 3 equipos ganadores en la imagen.

El Campeonato de Europa de persecución por equipos masculinos es el campeonato de Europa de Persecución por equipos organizado anualmente por la UEC. Se llevan disputando desde 2010 dentro de los Campeonatos de Europa de ciclismo en pista.

## Palmarés
| Evento | Oro | Plata                                                                                                | Bronce |
| ------ | --- | --- | --- |
| 2010   | Reino Unido Steven Burke Edward Clancy Jason Queally Andrew Tennant                                        | Rusia · Ievgueni Kovaliov · Ivan Kovaliov · Aleksei Màrkov · Alexander Serov                         | Países Bajos · Levi Heimans · Arno Van Der Zwet · Tim Veldt · Sipke Zijlstra                                                   |
| 2011   | Reino Unido Steven Burke Edward Clancy Peter Kennaugh Geraint Thomas                                       | Dinamarca Michael Mørkøv Casper Folsach Lasse Norman Hansen Rasmus Christian Quaade                  | Rusia · Ievgueni Kovaliov · Ivan Kovaliov · Valeri Kaikov · Víktor Manakov                                                     |
| 2012   | Rusia · Arthur Ershov · Valeri Kaikov · Aleksei Markov · Alexander Serov                                   | Alemania · Maximilian Beyer · Henning Bommel · Lucas Liss · Theo Reinhardt                           | Italia · Liam Bertazzo · Ignazio Moser · Paolo Simion · Elia Viviani · Michele Scartezzini (q)                                 |
| 2013   | Reino Unido Steven Burke Edward Clancy Owain Doull Andrew Tennant                                          | Rusia · Ievgueni Kovaliov · Ivan Kovaliov · Artur Ierxov · Alexander Serov                           | Países Bajos · Tim Veldt · Dion Beukeboom · Roy Eefting · Jenning Huizenga                                                     |
| 2014   | Reino Unido Jonathan Dibben Edward Clancy Owain Doull Andrew Tennant                                       | Alemania · Henning Bommel · Theo Reinhardt · Nils Schomber · Kersten Thiele                          | Rusia · Ievgueni Kovaliov · Ivan Kovaliov · Alexei Kurbatov · Alexander Serov                                                  |
| 2015   | Reino Unido Jonathan Dibben Bradley Wiggins Owain Doull Andrew Tennant Steven Burke (q) Matthew Gibson (q) | Suiza · Silvan Dillier · Stefan Küng · Frank Pasche · Thery Schir                                    | Dinamarca Lasse Norman Hansen Daniel Henning Hartvig Casper Philip Pedersen Rasmus Christian Quaade Mathias Moller Nielsen (q) |
| 2016   | Francia Thomas Denis Corentin Ermenault Florian Maitre Benjamin Thomas Sylvain Chavanel (q)                | Italia · Filippo Ganna · Simone Consonni · Francesco Lamon · Michele Scartezzini · Liam Bertazzo (q) | Reino Unido Matthew Bostock Oliver Wood Kian Emadi-Coffin Mark Stewart Steven Burke (q)                                        |